# Alsea (tribu)
Els alsea són una tribu d'amerindis dels Estats Units de l'oest d'Oregon. Estan probablement extingits, encara que alguns membres pot ser que es troben barrejats amb les Tribus Confederades d'Indis Siletz de la reserva Siletz, on van ser traslladats els membres que quedaven. Els alsea van viure en la costa oest d'Oregon, al voltant del que ara és conegut com Alsea Bay.

## Nom
El nom "alsea" prové d'/alsíiya/, nom que els van donar llurs veïns tillamooks i coos.
Kûnis'tûnne, nom Chastacosta. Päifan amím, nom Luckiamute Kalapuya. Si ni'-te-li tunne, nom Naltunne que vol dir "caps plans." Tcha yáxo amim, nom Luckiamute Kalapuya. Tehayesátlu, nom Nestucca.

## Cultura
Eren caçadors de foques i lleons marins i pescadors del salmó. Com a moltes tribus de la seva àrea, aplataven els caps dels bebès. Els alsea vestien robes de pell de foca.
L'alsea és una llengua del grup penutià de la costa d'Oregon molt estretament relacionat amb el yaquina. L'alsea es va extingir en els anys 1940 i va passar a ser una llengua morta. Es coneix molt poc sobre la religió alsea. Es creu que és semblada a la dels coos.

## Demografia
"Mooney (1928) estimà el nombre d'indis del grup yakonan en 6.000 el 1780. El cens de 1910 va recollir 29 indis sota aquest nom, i en el de 1930 només 9 sota el grup yakonan."
1774: 3.060

1806: 1.700

1875: 1.800

1961: 12